# 出水守真名
出水守 真名（いずみもり まな、11月17日 - ）は、日本の漫画家。女性。血液型はA型。福岡県福岡市出身・在住。

## 来歴
『漫画ばんがいち』（コアマガジン）でデビューするまで、18禁漫画を描いたことがなかったらしい。とあるロールプレイングゲームにはまり、その同人誌を一度だけ作成したところ、関心がわき、もう一本同人作品を作り、投稿したところ、採用されたのだという。デビューするまで、ネコ耳もメイドも萌えも知らなかった、という。かわいい女の子とおっさんを描くことにこだわりがあるようである。
『赤い海』という作品で、女性の生理とは何か、というテーマを作品化しており、政治家の演説と対比させて、女性の方が血を見慣れているという当然の主張を述べている。また『艶麗情話』では、中国の宦官と王女との恋物語を描いている。
クオリティの高さは編集長からもお墨付きがもらえるほど定評がある。

## 作品リスト

### 単行本
- 『TERRARIUM（テラリウム）』 1999年8月、コアマガジン〈ホットミルクコミックス105〉、ISBN 4-87734-286-9
初単行本、「成人マーク」あり
  - 「想炎樹」 （漫画ばんがいち 1999年2月号）
  - 「夏の予感」 （漫画ばんがいち 1998年8月号、コアマガジン）
  - 「どういう娘がお好き?」 （漫画ばんがいち 1998年11月号）
  - 「言ってしまえば、簡単なこと」 （漫画ばんがいち 1999年1月号）
  - 「赤い海」 （漫画ばんがいち 1998年10月号）
  - 「電脳エンジェル」 （CANDY TIME 1998年6月号、富士見出版）
  - 「エロティック クライシス（前・後編）」 （Natural Hi 1998年11月号・12月号、富士見出版）
  - 「CENTURY PLANT」 （漫画ばんがいち 1999年6月号）
  - 「DOUBLE SCORE」 （漫画ばんがいち 1998年12月号）
  - 「3%」 （漫画ばんがいち 1999年4月号）
- 『TOY BOX（トイボックス）』 2001年10月1日発売[7]、コアマガジン〈ホットコミックスEX〉、ISBN 4-87734-486-1
  - 「ポヘポヘうさ耳天国」 （漫画ばんがいち 1998年9月号）
  - 「うさ耳×あへあへ天国」 （漫画ばんがいち 2001年10月号）
  - 「うさ耳×あへあへ天国2」 （漫画ばんがいち 2001年11月号）
  - 「女王様志願」
  - 「体感春休みツアー」 （漫画ばんがいち 2001年4月号）
  - 「吾妻草子（前・中・後編）」 （漫画ばんがいち 1999年12月号 - 2000年2月号）
  - 「彼女のいる部屋」 （Natural Hi 1998年8月号）
- 『イケない妖精たち』 双葉社〈アクションコミックスピザッツ〉、全2巻
「準備万端」併録。
  1. 2002年9月発売、ISBN 4-575-82721-5
  2. 2003年11月発売、ISBN 4-575-82906-4
- 『オトメなそぶり』 2005年4月16日発売[8]、竹書房〈バンブーコミックス VITAMAN SELECT〉、ISBN 4-8124-6156-1
  - 「裸足のシンデレラ」 （Namaikiッ!  75号、竹書房）
  - 「夢一夜」 （Namaikiッ!  76号）
  - 「新妻シミレーション」 （Namaikiッ!  77号）
  - 「オトメなそぶり」 （Namaikiッ!  79号）
  - 「サンセットマーメイド」 （Namaikiッ!  80号）
  - 「扉」 （Namaikiッ!  81号）
  - 「惜夏」 （Namaikiッ!  82号）
  - 「ぽかぽか」 （Namaikiッ!  84号）
  - 「おうちに帰ろう」 （Namaikiッ!  85号）
  - 「プニュ萌え」 （Namaikiッ!  87号）
- 『はじめての○○エッチ♡』 2011年6月7日発売[9]、竹書房〈バンブーコミックス COLORFUL SELECT〉、ISBN 978-4-8124-7590-4
- 『初・体・感』 2012年7月17日発売[10]、竹書房〈バンブーコミックス COLORFUL SELECT〉、ISBN 978-4-81247-936-0
- 『屈辱の処女喪失～どうして私があんな男に！』[11] スクリーモ〈MENSスクリーモ〉、2014年5月2日発売、ASIN B00JB10OS2 ※電子書籍
- 『母が元AV女優だと知った日…』[12] スクリーモ〈MENSスクリーモ〉、2014年5月16日発売、ASIN B00JB113XM ※電子書籍

### 読み切り
- うさ耳×あへあへ天国3（漫画ばんがいち 2001年12月号）
- お姫様の言う通り▼（漫画ばんがいち 1999年3月号）
- FLOWERY LESSON（漫画ばんがいち 1999年5月号）
- 眩しくて見えない（漫画ばんがいち 1999年8月号）
- STEP by STEP（漫画ばんがいち 1999年9月号）
- ノストラダムスの帳尻合わせ（漫画ばんがいち 1999年10月号）
- あむびばれんす（漫画ホットミルク 1999年10月号）
- エール!!（漫画ばんがいち 1999年11月号）
- 窓に雪（漫画ばんがいち 2000年3月号）
- 艶麗情話（漫画ホットミルク 2000年3月号）
- 魔女のお茶会（漫画ばんがいち 2000年4月号）
- ONLY REASON（漫画ばんがいち 2000年5月号）
- NEW-HORIZON（漫画ばんがいち 2000年6月号）
- 点額（漫画ばんがいち 2000年7月号）
- 恋文（漫画ばんがいち 2000年8月号）
- 壁（漫画ばんがいち 2000年9月号）
- 深更小話（漫画ばんがいち 2000年10月号）
- 妄想トランスフォーム（漫画ばんがいち 2000年11月号）
- 非・主流派（漫画ばんがいち 2001年1月号）
- BITTER SWEET（漫画ばんがいち 2001年2月号）
- 爆裂!!モモマモリ姫（漫画ばんがいち 2001年3月号）
- TANEURA（漫画ばんがいち 2001年6月号）
- プロジェクト200X（漫画ばんがいち 2001年7・8月合併号）[注 1]
- 準備万端（漫画ばんがいち 2001年9月号）
- Christmas Rose（漫画ばんがいち 2002年2月号）
- 風花(かざはな)（漫画ばんがいち 2002年3月号）
- 童とタナボタと契約書（漫画ばんがいち 2002年4月号）
- 春便り（漫画ばんがいち 2002年5月号）
- 夜半(よわ)の初音（コミックメガキューブ VOL.15、2002年6月）
- イケない妖精たち…女占い師、小百合の恋占いによる恋愛読み切り連作。メンズアクション2000年12月号から2003年10月号まで隔月掲載。
  - 誰そ彼（たそがれ）パブ
  - 後朝珈琲（きぬぎぬこおひい）
  - 椿山甘露（ちんっざんかんろ）
  - TAKE AWAY
  - 梅雨明け爽快ビール
  - なし崩しフォーリンラブ
  - ロンリー・ロンリー・ガーデン
  - 特訓スイートライフ
  - 半分同居
  - チェンジ・アクトレス
  - 夏焼き恋焼きココロイキ!
  - 未来小説
  - つりあい理論
  - 若奥様ユーワク回り道
  - 隣の王子様
  - 忍ぶれど色に出にけり
  - 思い出しちゃった
  - たまに還る場所
- シークレットサービス（Dokiッ!Special 2004年4月号、竹書房）
- 感じだしたら止まらない♥（Dokiッ!Special 2004年12月号）
- バーチャルサマー（Namaikiッ! 2007年10月号、竹書房）
- love flight（Namaikiッ! 2008年10月号、竹書房）